# Fondi
Fondi település Olaszországban, Lazio régióban, Latina megyében. Lakosainak száma 39 550 fő (2023. január 1.). Fondi Itri, Lenola, Sperlonga, Vallecorsa, Campodimele, Monte San Biagio és Terracina községekkel határos.

## Népesség
A település lakossága az elmúlt években az alábbi módon változott:
| Lakosok száma | 39 736 | 39 779 | 39 550 |
|               | 2017   | 2018   | 2023   |